# Liste der Beiträge für den besten fremdsprachigen Film für die Oscarverleihung 2019

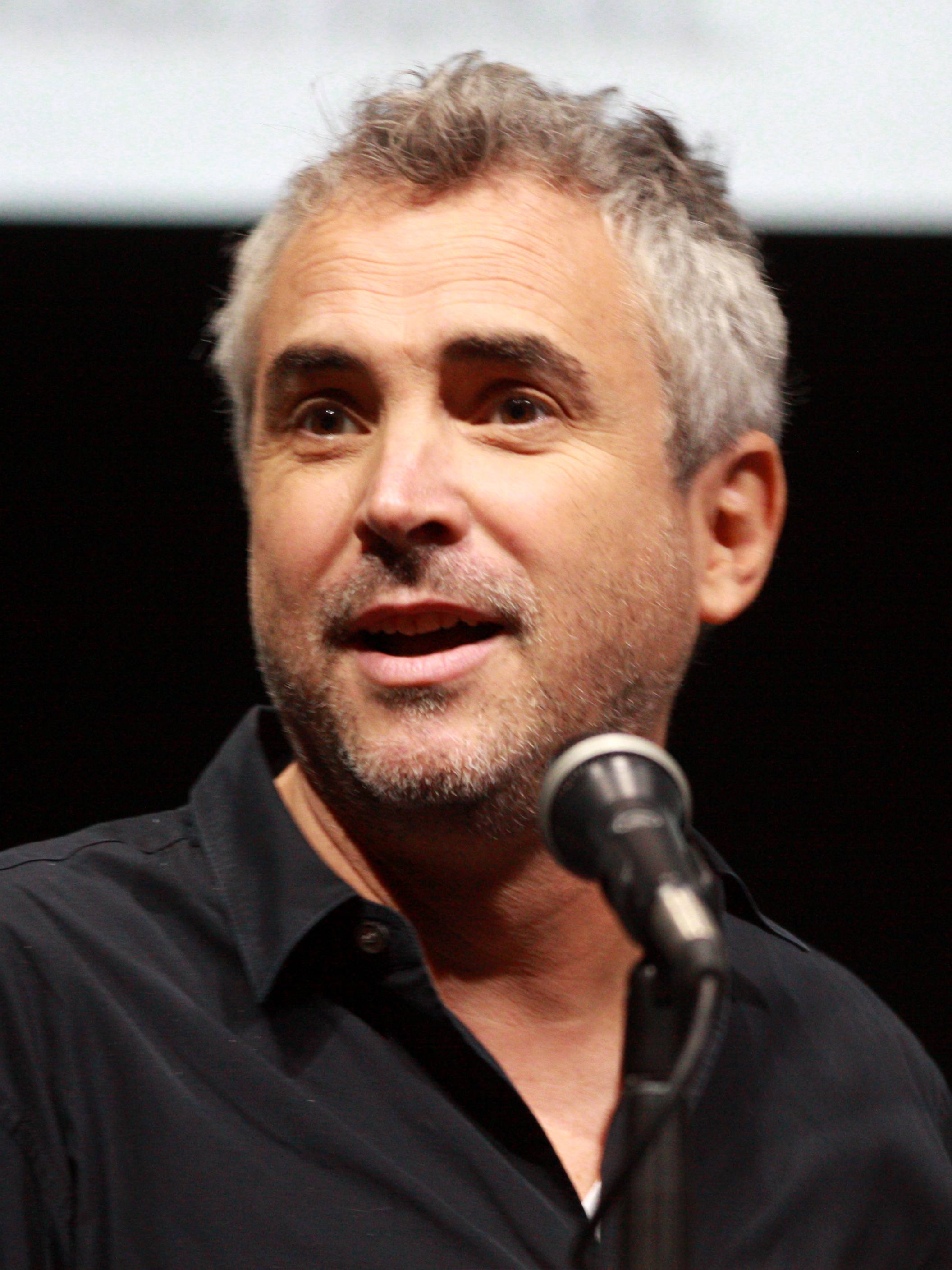
Alfonso Cuarón, Regisseur des preisgekrönten Films Roma

Die Liste der Beiträge für den besten fremdsprachigen Film für die Oscarverleihung 2019 führt alle für die Oscarverleihung 2019 bei der Academy of Motion Picture Arts and Sciences (AMPAS) für die Kategorie des besten fremdsprachigen Film eingereichten Filme. Insgesamt wurden 87 eingereichte Filme zugelassen, damit fünf weniger als im Vorjahr. Die beiden Länder Malawi und Niger reichten erstmals einen Film ein. Nicht zugelassen wurden Temirbek Birnazarovs Night Accident für Kirgisistan sowie Ernesto Daranas’ Sergio and Sergei für Kuba.
Die Vorauswahl (Shortlist) von neun Filmen wurde am 17. Dezember 2018 bekanntgegeben, die fünf Nominierungen folgten am 22. Januar 2019. Nominiert wurden Deutschlands Werk ohne Autor von Florian Henckel von Donnersmarck, Japans Shoplifters – Familienbande von Hirokazu Koreeda, Libanons Capernaum – Stadt der Hoffnung von Nadine Labaki, Mexikos Roma von Alfonso Cuarón und Polens Cold War – Der Breitengrad der Liebe von Paweł Pawlikowski. Von der Vorauswahl unberücksichtigt blieben Dänemarks The Guilty von Gustav Möller, Kasachstans Ayka von Sergei Dworzewoi, Kolumbiens Birds of Passage von Cristina Gallego und Ciro Guerra sowie Südkoreas Burning von Lee Chang-dong.
Die Verleihung fand am 24. Februar 2019 statt, bei der sich Mexiko mit Alfonso Cuaróns Roma durchsetzen konnte. Für das Land ist es der erste Sieg in dieser Kategorie.

## Beiträge
Vorauswahl,  Nominiert,  Ausgezeichnet
| Land                    | Deutscher bzw. Internationaler Titel                              | Originaltitel                                            | Sprache(n)                                              | Regisseur(e)                        | Ergebnis        |
| ----------------------- | ----------------------------------------------------------------- | -------------------------------------------------------- | ------------------------------------------------------- | ----------------------------------- | --------------- |
| Afghanistan             | Rona, Azim’s Mother                                               | رونا مادر عظیم (Rona, Madar-e Azim)                      | Persisch                                                | Jamshid Mahmoudi                    | Nicht nominiert |
| Ägypten                 | Yomeddine                                                         | يوم الدين                                                | Arabisch                                                | Abu Bakr Shawky                     | Nicht nominiert |
| Algerien                | Until the End of Time                                             | إلى آخر الزمان (Akher Ezaman)                            | Arabisch                                                | Yasmine Chouikh                     | Nicht nominiert |
| Argentinien             | Der schwarze Engel                                                | El Ángel                                                 | Spanisch                                                | Luis Ortega                         | Nicht nominiert |
| Armenien                | Spitak                                                            | Սպիտակ                                                   | Armenisch                                               | Alexander Kott                      | Nicht nominiert |
| Australien              | Jirga                                                             | جرګه                                                     | Paschtu, Englisch                                       | Benjamin Gilmour                    | Nicht nominiert |
| Bangladesch             | No Bed of Roses                                                   | ডুব (Doob)                                                | Bengalisch, Englisch                                    | Mostofa Sarwar Farooki              | Nicht nominiert |
| Belarus                 | Crystal Swan                                                      | Хрусталь                                                 | Russisch, Englisch                                      | Darya Zhuk                          | Nicht nominiert |
| Belgien                 | Girl                                                              | Girl                                                     | Niederländisch, Französisch                             | Lukas Dhont                         | Nicht nominiert |
| Bolivien                | The Goalkeeper                                                    | Muralla                                                  | Spanisch                                                | Rodrigo Patiño                      | Nicht nominiert |
| Bosnien und Herzegowina | Never Leave Me                                                    | Beni Bırakma                                             | Arabisch, Türkisch                                      | Aida Begić                          | Nicht nominiert |
| Brasilien               | The Great Mystical Circus                                         | O Grande Circo Místico                                   | Portugiesisch                                           | Cacá Diegues                        | Nicht nominiert |
| Bulgarien               | Omnipresent                                                       | Вездесъщият (Vezdesŭshtiyat)                             | Bulgarisch                                              | Ilijan Dschewelekow                 | Nicht nominiert |
| Chile                   | And Suddenly the Dawn                                             | Y de pronto el amanecer                                  | Spanisch                                                | Silvio Caiozzi                      | Nicht nominiert |
| China                   | Hidden Man                                                        | 邪不压正                                                 | Mandarin                                                | Jiang Wen                           | Nicht nominiert |
| Costa Rica              | Medea                                                             | Medea                                                    | Spanisch                                                | Alexandra Latishev Salazar          | Nicht nominiert |
| Dänemark                | The Guilty                                                        | Den skyldige                                             | Dänisch                                                 | Gustav Möller                       | Vorauswahl      |
| Deutschland             | Werk ohne Autor                                                   | Werk ohne Autor                                          | Deutsch                                                 | Florian Henckel von Donnersmarck    | Nominiert       |
| Dominikanische Republik | Cocote                                                            | Cocote                                                   | Spanisch                                                | Nelson Carlo de Los Santos Arias    | Nicht nominiert |
| Ecuador                 | A Son of Man                                                      | Un hijo de hombre                                        | Spanisch, Englisch, Deutsch, Quechua                    | Jamaicanoproblem Pablo Agüero       | Nicht nominiert |
| Estland                 | Take It or Leave It                                               | Võta või jäta                                            | Estnisch                                                | Liina Triškina-Vanhatalo            | Nicht nominiert |
| Finnland                | Euthanizer                                                        | Armomurhaaja                                             | Finnisch                                                | Teemu Nikin                         | Nicht nominiert |
| Frankreich              | Der Schmerz                                                       | La douleur                                               | Französisch                                             | Emmanuel Finkiel                    | Nicht nominiert |
| Georgien                | Namme                                                             | ნამე (Namme)                                             | Georgisch                                               | Zaza Khalvashi                      | Nicht nominiert |
| Griechenland            | Polyxeni                                                          | Πολυξένη                                                 | Griechisch, Türkisch                                    | Dora Masklavanou                    | Nicht nominiert |
| Hongkong                | Operation Red Sea                                                 | 红海行动                                                 | Mandarin                                                | Dante Lam                           | Nicht nominiert |
| Indien                  | Village Rockstars                                                 | ভিলেজ ৰকষ্টাৰ্ছ                                               | Assamesisch                                             | Rima Das                            | Nicht nominiert |
| Indonesien              | Marlina – Die Mörderin in vier Akten                              | Marlina Si Pembunuh dalam Empat Babak                    | Malaiisch                                               | Mouly Surya                         | Nicht nominiert |
| Irak                    | The Journey                                                       | الرحلة                                                   | Arabisch                                                | Mohamed al-Daradji                  | Nicht nominiert |
| Iran                    | Eine moralische Entscheidung                                      | بدون تاریخ، بدون امضا (Bedoune Tarikh, Bedoune Emza)     | Persisch                                                | Vahid Jalilvand                     | Nicht nominiert |
| Island                  | Gegen den Strom                                                   | Kona fer í stríð                                         | Isländisch, Spanisch, Englisch, Ukrainisch              | Benedikt Erlingsson                 | Nicht nominiert |
| Israel                  | The Cakemaker                                                     | האופה מברלין (ha’ofeh miberlin)                          | Hebräisch, Deutsch, Englisch                            | Ofir Raul Grazier                   | Nicht nominiert |
| Italien                 | Dogman                                                            | Dogman                                                   | Italienisch                                             | Matteo Garrone                      | Nicht nominiert |
| Japan                   | Shoplifters – Familienbande                                       | 万引き家族 (Manbiki Kazoku)                              | Japanisch                                               | Hirokazu Koreeda                    | Nominiert       |
| Jemen                   | 10 Days Before the Wedding                                        | 10 أيام قبل الزفة                                        | Arabisch                                                | Amr Gamal                           | Nicht nominiert |
| Kambodscha              | Gräber ohne Namen                                                 | ផ្នូរគ្មានឈ្មោះ / Les tombeaux sans noms                        | Französisch, Khmer                                      | Rithy Panh                          | Nicht nominiert |
| Kanada                  | Family First                                                      | Chien de garde                                           | Französisch                                             | Sophie Dupuis                       | Nicht nominiert |
| Kasachstan              | Ayka                                                              | Айка                                                     | Russisch                                                | Sergei Dworzewoi                    | Vorauswahl      |
| Kenia                   | Supa Modo                                                         | Supa Modo                                                | Swahili                                                 | Likarion Wainaina                   | Nicht nominiert |
| Kolumbien               | Birds of Passage                                                  | Pájaros de verano                                        | Spanisch, Wayuu                                         | Cristina Gallego Ciro Guerra        | Vorauswahl      |
| Kosovo                  | The Marriage                                                      | Martesa                                                  | Albanisch                                               | Blerta Zeqiri                       | Nicht nominiert |
| Kroatien                | The Eighth Commissioner                                           | Osmi povjerenik                                          | Kroatisch                                               | Ivan Salaj                          | Nicht nominiert |
| Lettland                | To Be Continued                                                   | Turpinājums                                              | Lettisch                                                | Ivars Seleckis                      | Nicht nominiert |
| Libanon                 | Capernaum – Stadt der Hoffnung                                    | کفرناحوم (Capharnaüm)                                    | Arabisch                                                | Nadine Labaki                       | Nominiert       |
| Litauen                 | Wonderful Losers: A Different World                               | Nuostabieji Luzeriai. Kita planeta                       | Italienisch, Englisch, Niederländisch                   | Arūnas Matelis                      | Nicht nominiert |
| Luxemburg               | Gutland                                                           | Gutland                                                  | Luxemburgisch, Deutsch                                  | Govinda Van Maele                   | Nicht nominiert |
| Malawi                  | The Road to Sunrise                                               | The Road to Sunrise                                      | Chichewa, Englisch                                      | Shemu Joyah                         | Nicht nominiert |
| Marokko                 | Burnout                                                           | بورن أوت                                                 | Arabisch, Französisch                                   | Nour-Eddine Lakhmari                | Nicht nominiert |
| Mazedonien              | Secret Ingredient                                                 | Исцелител (Iscelitel)                                    | Mazedonisch                                             | Gjorce Stavreski                    | Nicht nominiert |
| Mexiko                  | Roma                                                              | Roma                                                     | Spanisch, Mixtekisch                                    | Alfonso Cuarón                      | Ausgezeichnet   |
| Montenegro              | Iskra                                                             | Iskra                                                    | Serbisch                                                | Gojko Berkuljan                     | Nicht nominiert |
| Neuseeland              | Yellow Is Forbidden                                               | Yellow Is Forbidden                                      | Chinesisch                                              | Pietra Brettkelly                   | Nicht nominiert |
| Nepal                   | Panchayat                                                         | पंचायत                                                     | Nepali                                                  | Shivam Adhikari                     | Nicht nominiert |
| Niederlande             | Der Bankier des Widerstands                                       | Bankier van het Verzet                                   | Niederländisch                                          | Joram Lürsen                        | Nicht nominiert |
| Niger                   | The Wedding Ring                                                  | Zin’naariya!                                             | Zarma, Hausa, Fulfulde                                  | Rahmatou Keïta                      | Nicht nominiert |
| Norwegen                | Was werden die Leute sagen                                        | Hva vil folk si                                          | Norwegisch, Urdu                                        | Iram Haq                            | Nicht nominiert |
| Österreich              | Waldheims Walzer                                                  | Waldheims Walzer                                         | Deutsch, Englisch, Französisch                          | Ruth Beckermann                     | Nicht nominiert |
| Palästina               | Geisterjagd                                                       | إصطياد اشباح (Istiyad ashbah)                            | Arabisch, Englisch                                      | Raed Andoni                         | Nicht nominiert |
| Paraguay                | Die Erbinnen                                                      | Las herederas                                            | Spanisch                                                | Marcelo Martinessi                  | Nicht nominiert |
| Panama                  | Ruben Blades Is Not My Name                                       | Yo No Me Llamo Rubén Blades                              | Spanisch, Englisch                                      | Abner Benaim                        | Nicht nominiert |
| Pakistan                | Cake                                                              | کیک                                                      | Urdu                                                    | Asim Abbasi                         | Nicht nominiert |
| Peru                    | Eternity                                                          | Wiñaypacha                                               | Aymara                                                  | Óscar Quispe Catacora               | Nicht nominiert |
| Philippinen             | Signal Rock                                                       | Signal Rock                                              | Filipino                                                | Chito S. Roño                       | Nicht nominiert |
| Polen                   | Cold War – Der Breitengrad der Liebe                              | Zimna wojna                                              | Polnisch                                                | Paweł Pawlikowski                   | Nominiert       |
| Portugal                | Pilgrimage                                                        | Peregrinação                                             | Portugiesisch, Japanisch, Chinesisch, Latein, Malaiisch | João Botelho                        | Nicht nominiert |
| Rumänien                | Mir ist es egal, wenn wir als Barbaren in die Geschichte eingehen | Îmi este indiferent dacă în istorie vom intra ca barbari | Rumänisch                                               | Radu Jude                           | Nicht nominiert |
| Russland                | Sobibor                                                           | Собибор                                                  | Russisch, Deutsch, Polnisch, Jiddisch                   | Konstantin Chabenski                | Nicht nominiert |
| Schweden                | Border                                                            | Gräns                                                    | Schwedisch                                              | Ali Abbasi                          | Nicht nominiert |
| Schweiz                 | Eldorado                                                          | Eldorado                                                 | Deutsch                                                 | Markus Imhoof                       | Nicht nominiert |
| Serbien                 | Offenders                                                         | Izgrednici                                               | Serbisch                                                | Dejan Zečević                       | Nicht nominiert |
| Slowakei                | Dolmetscher                                                       | Tlmočník                                                 | Deutsch, Slowakisch, Russisch                           | Martin Šulík                        | Nicht nominiert |
| Slowenien               | Ivan                                                              | Ivan                                                     | Slowenisch, Italienisch                                 | Janez Burger                        | Nicht nominiert |
| Singapur                | Buffalo Boys                                                      | Buffalo Boys                                             | Indonesisch, Englisch                                   | Mike Wiluan                         | Nicht nominiert |
| Spanien                 | Wir sind Champions                                                | Campeones                                                | Spanisch                                                | Javier Fesser                       | Nicht nominiert |
| Südafrika               | Sew the Winter to My Skin                                         | Sew the Winter to My Skin                                | Afrikaans, Xhosa, Englisch                              | Jahmil X. T. Qubeka                 | Nicht nominiert |
| Südkorea                | Burning                                                           | 버닝 (Beoning)                                           | Koreanisch                                              | Lee Chang-dong                      | Vorauswahl      |
| Taiwan                  | The Great Buddha+                                                 | 大佛普拉斯                                               | Taiwanesisch, Mandarin, Englisch                        | Huang Hsin-yao                      | Nicht nominiert |
| Thailand                | Malila: The Farewell Flower                                       | มะลิลา (Malila)                                           | Thailändisch                                            | Anucha Boonyawatana                 | Nicht nominiert |
| Tschechien              | Winter Flies                                                      | Všechno bude                                             | Tschechisch                                             | Olmo Omerzu                         | Nicht nominiert |
| Tunesien                | La Belle et la meute – Aala Kaf Ifrit                             | على كف عفريت (Aala Kaf Ifrit)                            | Arabisch                                                | Kaouther Ben Hania                  | Nicht nominiert |
| Türkei                  | The Wild Pear Tree                                                | Ahlat Ağacı                                              | Türkisch                                                | Nuri Bilge Ceylan                   | Nicht nominiert |
| Ukraine                 | Donbass                                                           | Донбас (Donbas)                                          | Russisch, Ukrainisch                                    | Sergei Loznitsa                     | Nicht nominiert |
| Ungarn                  | Sunset                                                            | Napszállta                                               | Ungarisch                                               | László Nemes                        | Nicht nominiert |
| Uruguay                 | Tage wie Nächte                                                   | La noche de 12 años                                      | Spanisch                                                | Álvaro Brechner                     | Nicht nominiert |
| Vereinigtes Königreich  | I Am Not a Witch                                                  | I Am Not a Witch                                         | Englisch, Bemba                                         | Rungano Nyoni                       | Nicht nominiert |
| Venezuela               | The Family                                                        | La familia                                               | Spanisch                                                | Gustavo Rondón Córdova              | Nicht nominiert |
| Vietnam                 | The Tailor                                                        | Cô Ba Sài Gòn                                            | Vietnamesisch                                           | Trần Bửu Lộc Nguyễn Lê Phương Khanh | Nicht nominiert |